# NGC 1860
NGC 1860 là một cụm sao mở trong Đám mây Magellan Lớn trong chòm sao Kiếm Ngư. Nó được phát hiện vào năm 1836 bởi John Herschel  với kính viễn vọng phản xạ 18,7 inch.